# Bill Moss
Bill Moss (4 de setembro de 1933 – 13 de janeiro de 2010) foi um automobilista britânico nascido na Inglaterra que participou do Grande Prêmio da Grã-Bretanha de 1959 de Fórmula 1 e não se qualificou.